# 도일 브램홀 2세
도일 브램홀 2세(영어: Doyle Bramhall II, 1968년 12월 24일 ~ )는 미국의 기타 연주자이다. 블루스 록 밴드 아크 에인절스(Arc Angels)의 구성원으로 활동했으며, 로저 워터스의 《In the Flesh》 투어와 에릭 클랩튼의 크로스로드 기타 페스티벌 공연을 함께했다.
2018년작 《Shades》까지 솔로 정규 음반 5장을 냈다.

## 정규 음반
- Doyle Bramhall II (1996)
- Jellycream (1999)
- Welcome (2001)
- Rich Man (2016)
- Shades (2018)